# Josep Vendrell
Pour les articles homonymes, voir Vendrell (homonymie).
José Vendrell Ferrer, né en 1882 à Tarragone (Catalogne, Espagne) et mort le 19 juillet 1950 dans la même ville, est un colonel espagnol. Il préside le FC Barcelone entre 1943 et 1946.

## Biographie
José Vendrell est un des huit enfants de l'avocat Fernando Vendrell Huguet et de Balbina Ferrer Sansalvadó. En 1898, âgé de 16 ans, il rejoint l'Académie d'Infanterie de Toledo. En 1910, il est gradé capitaine et se marie avec Eugenia Alasá, fille d'un général du Corps d'intendance. En 1918, il est envoyé à la Guerre du Rif. 
En 1925, alors qu'il est commandant d'infanterie, il est nommé aide de camp du général Domingo Batet. Il donne des cours à l'École militaire de montagne à Jaca et se spécialise dans le maniement des trains, avant de passer à la réserve en 1931.

### Guerre d'Espagne
Une fois réserviste, José Vendrell se consacre à l'administration des propriétés de la famille de son épouse à Tarragone jusqu'au début de la Guerre d'Espagne en 1936. Fuyant la Révolution sociale en cours, il se réfugie à Marseille puis revient en Espagne pour se joindre à l'armée franquiste dans laquelle il s'emploie à des tâches loin du front.
En 1938, il est nommé délégué de l'ordre public à La Corogne. En janvier 1939, il est envoyé à Saragosse. Il accompagne le général Moscardó lorsque celui-ci rentre dans Barcelone. À la fin de la guerre, en juillet 1939, il est nommé délégué provincial à Castellón. En 1940, alors qu'il est colonel, il est envoyé au gouvernement militaire de Barcelone.

### Président du FC Barcelone
Bien qu'il n'ait aucun lien avec le monde du football, en 1943, les autorités sportives du régime franquiste le nomment président du FC Barcelone, club dont il n'était ni socio, ni même sympathisant. Le club remporte le championnat d'Espagne en 1945 (le deuxième de l'histoire du club après celui de 1929). Pendant son mandat, une nouvelle tribune est construite au Stade des Corts.

## Distinction
- Ordre royal et militaire de Saint-Herménégilde